# Gustav Svensson (tävlingscyklist)
Gustav "Gurra" Gabriel Svensson, född 7 april 1905 i Hidinge församling, Örebro län, död 16 februari 1987 i Stockholm, var en svensk tävlingscyklist.
Svensson, som representerade IFK Enskede, vann svenska mästerskapet på 10 km 1933 och på 50 km 1935. Han satte 1933 svenskt rekord på 10 km med 14.04.5 och 1935 på 50 km med 1.17.42. Han var 1933 med i Sveriges lag, som hemförde lagtävlingen i nordiska mästerskapet, vann två lag-SM och var på 1940-talet Sveriges bäste oldboycyklist. Han var anställd som verkstadsarbetare och senare som expeditör vid Dagens Nyheters distributionsavdelning. Han utgav Sällskapet Gamla tävlingscyklisters medlems- och porträttmatrikel (1960).